# Karim Laribi
Karim Laribi (en árabe: كريم العريبي‎; Milán, Italia; 20 de abril de 1991) es un futbolista tunecino nacido en Italia. Juega de extremo y su equipo actual es el Anzio Calcio 1924 de la Serie D. Es internacional absoluto por la selección de Túnez desde 2017.

## Trayectoria
Laribi comenzó su carrera en las inferiores del Inter de Milán y entre 2007 y 2009 jugó en las inferiores del Fulham inglés. En 2009 se incorporó al Palermo como agente libre.
Ya como adulto, en julio de 2010 fue cedido al Foggia de la Lega Pro Prima Divisione, donde disputó 28 encuentros en su primer año.

## Selección nacional
Laribi nació en Milán, de padre tunecino y madre italiana. Disputó encuentros a nivel juvenil por Italia.
Debutó en la selección de Túnez el 24 de marzo de 2017 ante Camerún.

## Estadísticas
Actualizado al último partido disputado el 2 de abril de 2023
| Club                   | Div.          | Temporada     | Liga  | Liga  | Copas nacionales | Copas nacionales | Copas internacionales | Copas internacionales | Total | Total |
| Club                   | Div.          | Temporada     | Part. | Goles | Part.            | Goles            | Part.                 | Goles                 | Part. | Goles |
| ---------------------- | ------------- | ------------- | ----- | ----- | ---------------- | ---------------- | --------------------- | --------------------- | ----- | ----- |
| Foggia · Italia        | 3.ª           | 2010-11       | 27    | 4     | —                | —                | —                     | —                     | 27    | 4     |
| Foggia · Italia        | Total club    | Total club    | 27    | 4     | 0                | 0                | 0                     | 0                     | 27    | 4     |
| Sassuolo · Italia      | 2.ª           | 2011-12       | 7     | 1     | 1                | 1                | —                     | —                     | 8     | 2     |
| Sassuolo · Italia      | 2.ª           | 2012-13       | 9     | 0     | 0                | 0                | —                     | —                     | 9     | 0     |
| Sassuolo · Italia      | 1.ª           | 2013-14       | 10    | 0     | 2                | 1                | —                     | —                     | 12    | 1     |
| Sassuolo · Italia      | 1.ª           | 2015-16       | 11    | 0     | 0                | 0                | —                     | —                     | 11    | 0     |
| Sassuolo · Italia      | Total club    | Total club    | 37    | 1     | 3                | 2                | 0                     | 0                     | 40    | 3     |
| Latina · Italia        | 2.ª           | 2013-14       | 14    | 3     | —                | —                | —                     | —                     | 14    | 3     |
| Latina · Italia        | Total club    | Total club    | 14    | 3     | 0                | 0                | 0                     | 0                     | 14    | 3     |
| Bologna · Italia       | 2.ª           | 2014-15       | 42    | 8     | 1                | 0                | —                     | —                     | 43    | 8     |
| Bologna · Italia       | Total club    | Total club    | 43    | 8     | 1                | 0                | 0                     | 0                     | 43    | 8     |
| Cesena · Italia        | 2.ª           | 2016-17       | 32    | 2     | 3                | 1                | —                     | —                     | 35    | 3     |
| Cesena · Italia        | 2.ª           | 2017-18       | 39    | 7     | 2                | 2                | —                     | —                     | 41    | 9     |
| Cesena · Italia        | Total club    | Total club    | 71    | 9     | 5                | 3                | 0                     | 0                     | 76    | 12    |
| Hellas Verona · Italia | 2.ª           | 2018-19       | 33    | 4     | 2                | 0                | —                     | —                     | 35    | 4     |
| Hellas Verona · Italia | Total club    | Total club    | 33    | 4     | 2                | 0                | 0                     | 0                     | 35    | 4     |
| Empoli · Italia        | 2.ª           | 2019-20       | 13    | 0     | 3                | 0                | —                     | —                     | 16    | 0     |
| Empoli · Italia        | Total club    | Total club    | 13    | 0     | 3                | 0                | 0                     | 0                     | 16    | 0     |
| Bari · Italia          | 3.ª           | 2019-20       | 12    | 2     | —                | —                | —                     | —                     | 12    | 2     |
| Bari · Italia          | Total club    | Total club    | 12    | 2     | 0                | 0                | 0                     | 0                     | 12    | 2     |
| Reggiana · Italia      | 2.ª           | 2020-21       | 19    | 2     | —                | —                | —                     | —                     | 19    | 2     |
| Reggiana · Italia      | Total club    | Total club    | 19    | 2     | 0                | 0                | 0                     | 0                     | 19    | 2     |
| Reggina · Italia       | 2.ª           | 2021-22       | 16    | 0     | 1                | 0                | —                     | —                     | 17    | 0     |
| Reggina · Italia       | Total club    | Total club    | 16    | 0     | 1                | 0                | 0                     | 0                     | 17    | 0     |
| Cittadella · Italia    | 2.ª           | 2021-22       | 17    | 0     | —                | —                | —                     | —                     | 17    | 0     |
| Cittadella · Italia    | Total club    | Total club    | 17    | 0     | 0                | 0                | 0                     | 0                     | 17    | 0     |
| Pro Vercelli · Italia  | 3.ª           | 2022-23       | 12    | 2     | —                | —                | —                     | —                     | 12    | 2     |
| Pro Vercelli · Italia  | Total club    | Total club    | 12    | 2     | 0                | 0                | 0                     | 0                     | 12    | 2     |
| Total carrera          | Total carrera | Total carrera | 313   | 35    | 15               | 5                | 0                     | 0                     | 328   | 40    |

## Palmarés

### Títulos nacionales
| Título  | Club     | País   | Año     |
| ------- | -------- | ------ | ------- |
| Serie B | Sassuolo | Italia | 2012-13 |